# 박철홍 (야구 선수)
박철홍(朴徹鴻, 1970년 3월 16일 ~ )은 전 KBO 리그 LG 트윈스의 투수였다. 우완 사이드암이다.
은퇴 이후 모교인 고려대학교의 투수코치로 활동하였다.

## 출신 학교
- 신일고등학교
- 고려대학교 (1988학번)